# Nepanthia
Genre
Nepanthia est un genre d'étoiles de mer de la famille des Asterinidae.

## Description et caractéristiques

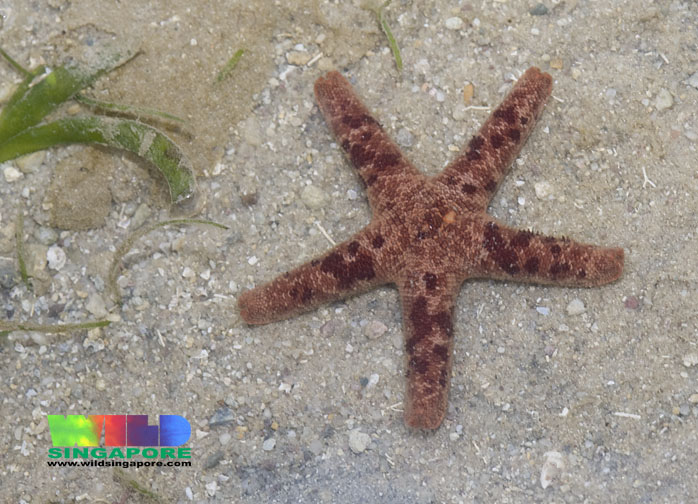
Nepanthia belcheri à Singapour.

Ce sont des étoiles de taille moyenne (généralement entre 3 et 8 cm), pourvue de 5 bras ou parfois plus, cylindriques et allongés, rayonnant autour d'un disque central assez réduit. Le bout en est souvent arrondi, parfois pointu. La face aborale est très érigée (ce qui est rare dans cette famille), alors que la face orale est plutôt aplatie. Comme toujours dans cette famille, les plaques qui protègent la face supérieure sont disposées comme des tuiles, et en forme de croissants. Sur la face orale, les sillons ambulacraires sont protégés par des touffes d'épines. 
Plusieurs espèces anciennement classées dans ce genre ont été déplacées dans le genre proche Pseudonepanthia. 

## Liste des espèces
Selon World Register of Marine Species (15 janvier 2015) :
- Nepanthia belcheri (Perrier, 1875) -- Région indonésienne et Australie du nord-est
- Nepanthia crassa (Gray, 1847) -- Australie occidentale
- Nepanthia fisheri Rowe & Marsh, 1982 -- Des Philippines au Timor
- Nepanthia maculata Gray, 1840 -- Indo-Pacifique des Philippines au nord de l'Australie (espèce-type)
- Nepanthia pedicellaris Fisher, 1913

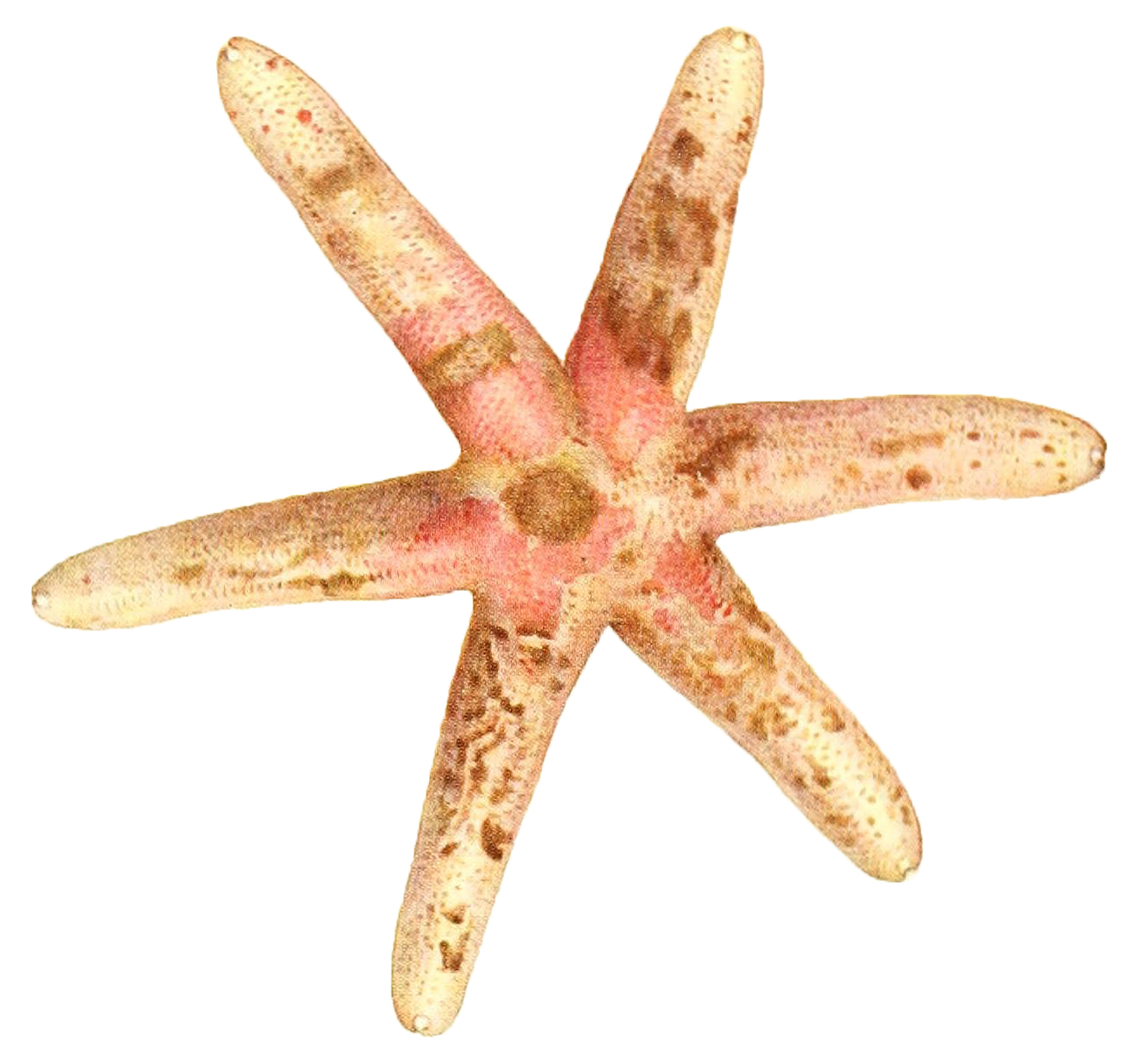
Nepanthia belcheri (par Clark, 1938)
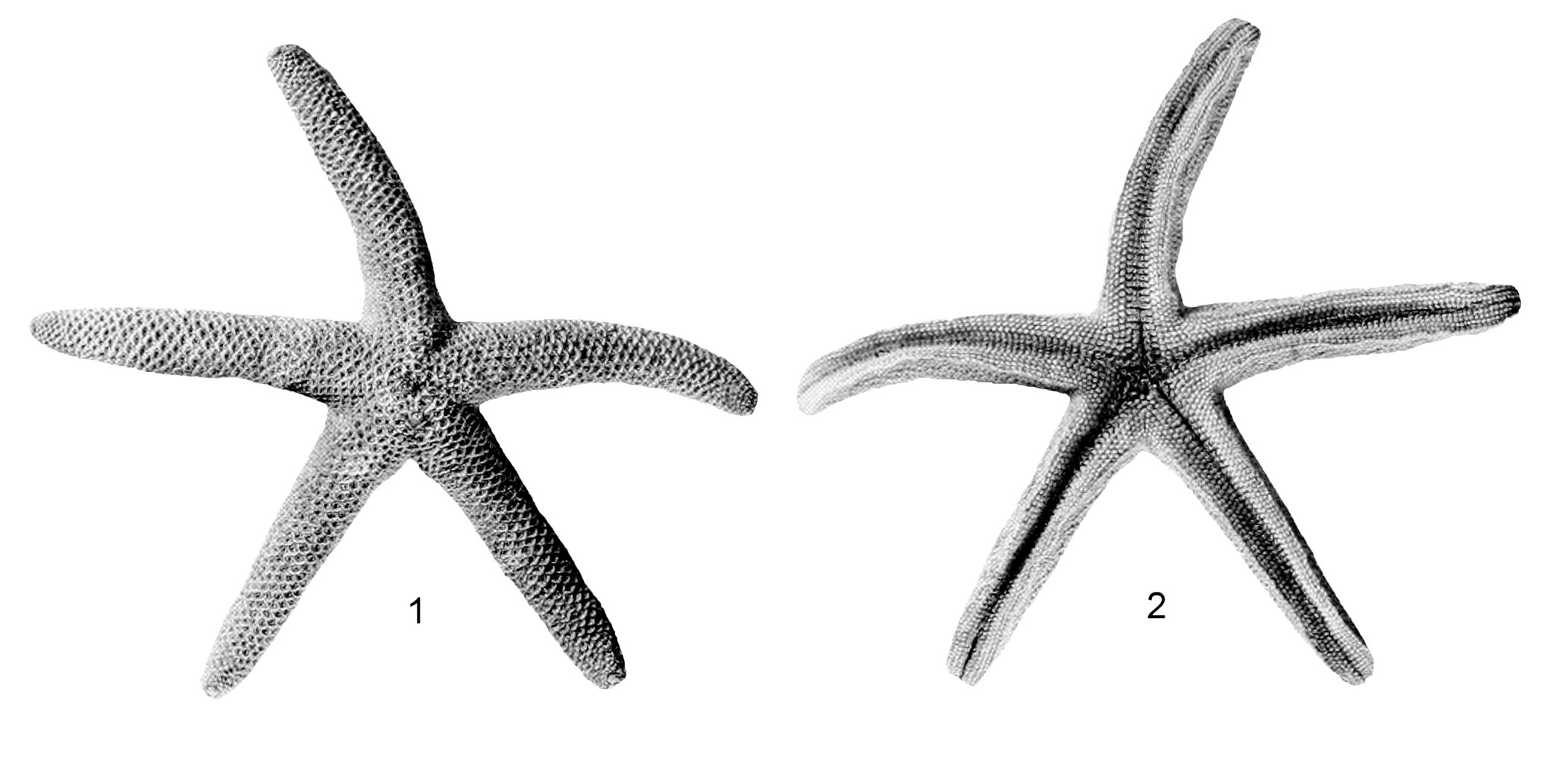
Nepanthia belcheri (photo)
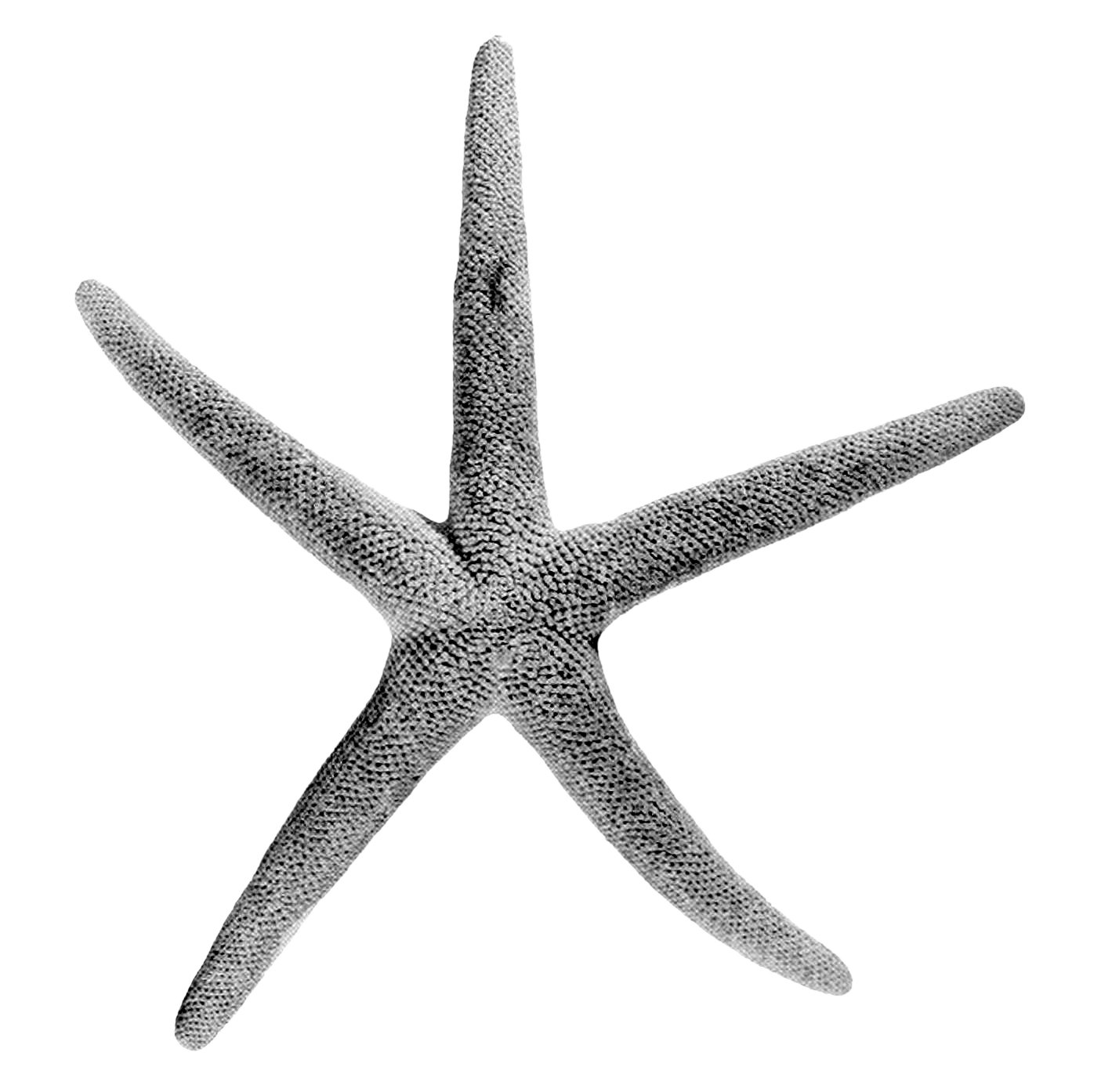
Nepanthia maculata

## Référence taxonomique
- (en) WoRMS : Nepanthia Gray, 1840 (+ liste espèces)
- (en) Animal Diversity Web : Nepanthia
- (en) Catalogue of Life : Nepanthia Gray, 1840 (consulté le 10 avril 2023)
- (en) NCBI : Nepanthia (taxons inclus)